# Chiesa dei Santi Bartolomeo e Michele
La chiesa dei Santi Bartolomeo e Michele è un luogo di culto cattolico dalle forme barocche situato in piazza Giuseppe Garibaldi a Roccabianca, in provincia e diocesi di Parma; è sede di una parrocchia compresa nella zona pastorale della Bassa.

## Storia
Il luogo di culto, originariamente dedicato a san Bartolomeo apostolo, fu edificato su un impianto tardo-romanico tra il 1576 e il 1577 per volere di Giulio Rangoni, marchese di Roccabianca; la chiesa fu solennemente consacrata il 26 settembre 1578 dal vescovo di Parma Ferdinando Farnese.
Nel 1588 fu innalzato il massiccio campanile tardo-romanico, per volontà del marchese Lodovico II Rangoni.
Il tempio, interamente rivestito in laterizio, fu completamente ristrutturato in forme barocche verso la fine del XVII secolo per volere del marchese Guido Rangoni, che nel 1682 incaricò Tommaso Giusti e Giovan Maria Bettini della decorazione degli interni.
Nel 1723 furono ornati in stile rococò il presbiterio e il coro.
Nel 1794 la chiesa fu intitolata anche a san Michele arcangelo in seguito alla fusione, decretata dal papa Pio VI, delle due parrocchie di Tolarolo e Rezenoldo (o Arzenoldo), antichi nuclei distinti su cui si sviluppò il borgo di Roccabianca.
Nel 1921 fu abbattuto il campanile romanico danneggiato da un fulmine nel 1789 e al suo posto fu innalzata l'attuale slanciata torre campanaria neogotica.
Tra il 1997 e il 1998 l'edificio fu restaurato con particolare attenzione agli interni, ove furono riaperti i passaggi tra le cappelle laterali.

## Descrizione

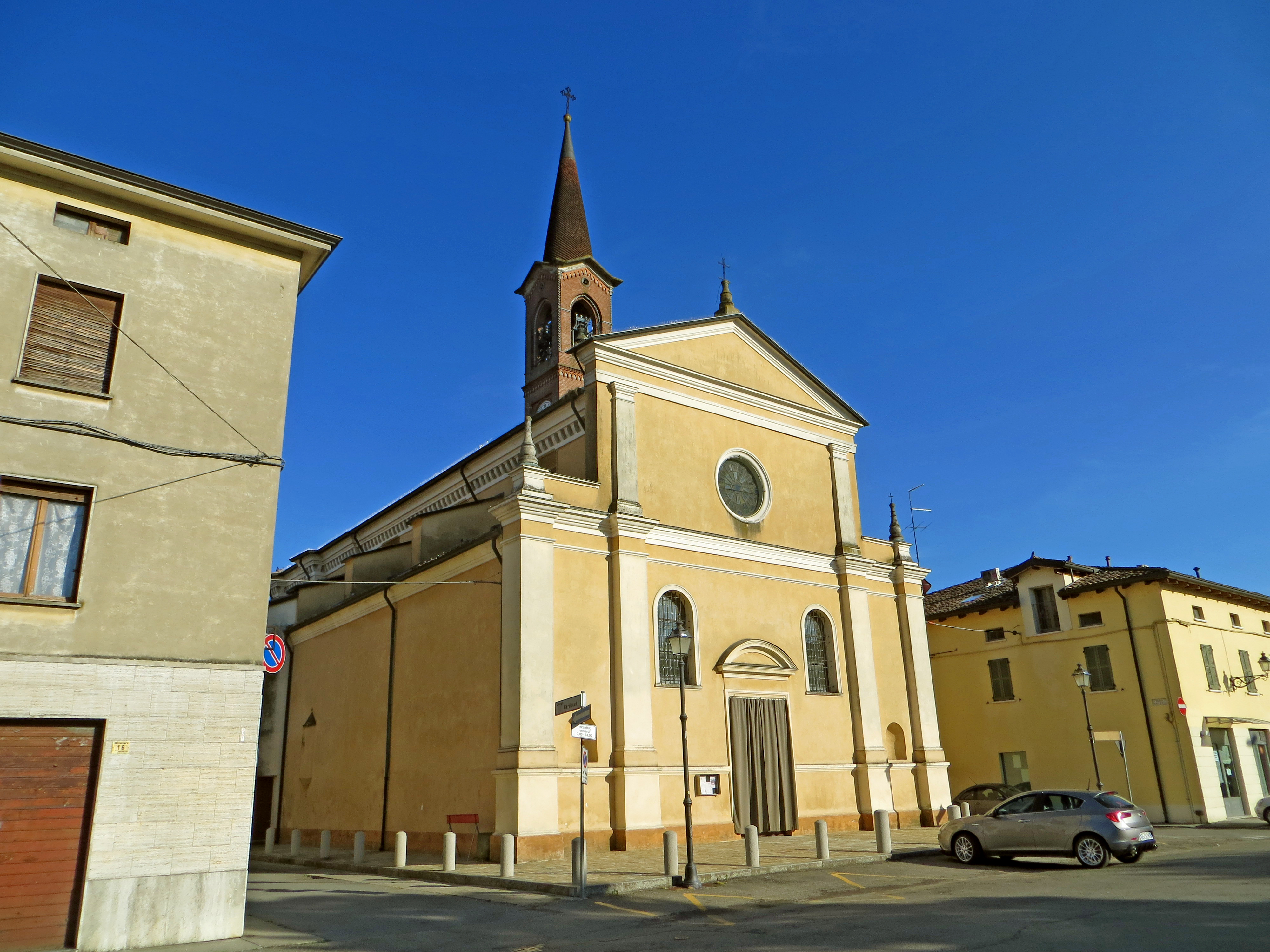
Facciata e lato nord

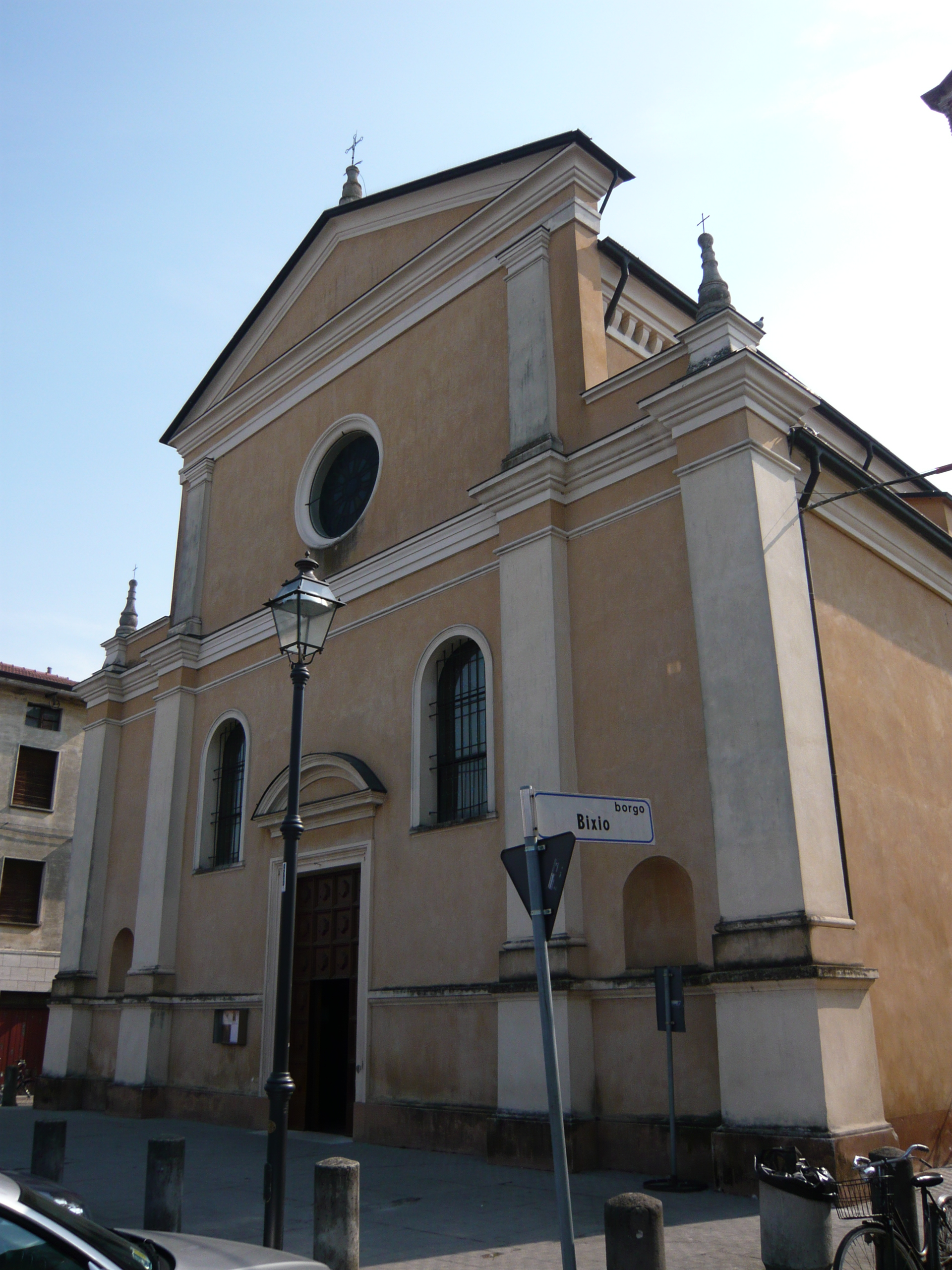
Facciata

La chiesa si sviluppa su un impianto a navata unica affiancata da tre cappelle su ogni lato, con ingresso a ovest e presbiterio privo di abside a est.
La simmetrica facciata, interamente intonacata, è suddivisa orizzontalmente da un cornicione in aggetto, retto da quattro lesene con capitelli dorici, che scandiscono la parte inferiore in tre parti; nel mezzo si apre il portale d'accesso delimitato da cornice e coronato da un frontone semicircolare in rilievo, affiancato da due ampie finestre ad arco a tutto sesto; ai lati sono collocate sopra all'alto basamento due piccole nicchie ad arco a tutto sesto. Superiormente il rosone centrale è affiancato da due lesene con capitelli dorici, a sostegno dell'ampio timpano delimitato da cornice in aggetto posto a coronamento del prospetto; ai lati si innalzano in corrispondenza delle lesene inferiori più esterne due guglie barocche.

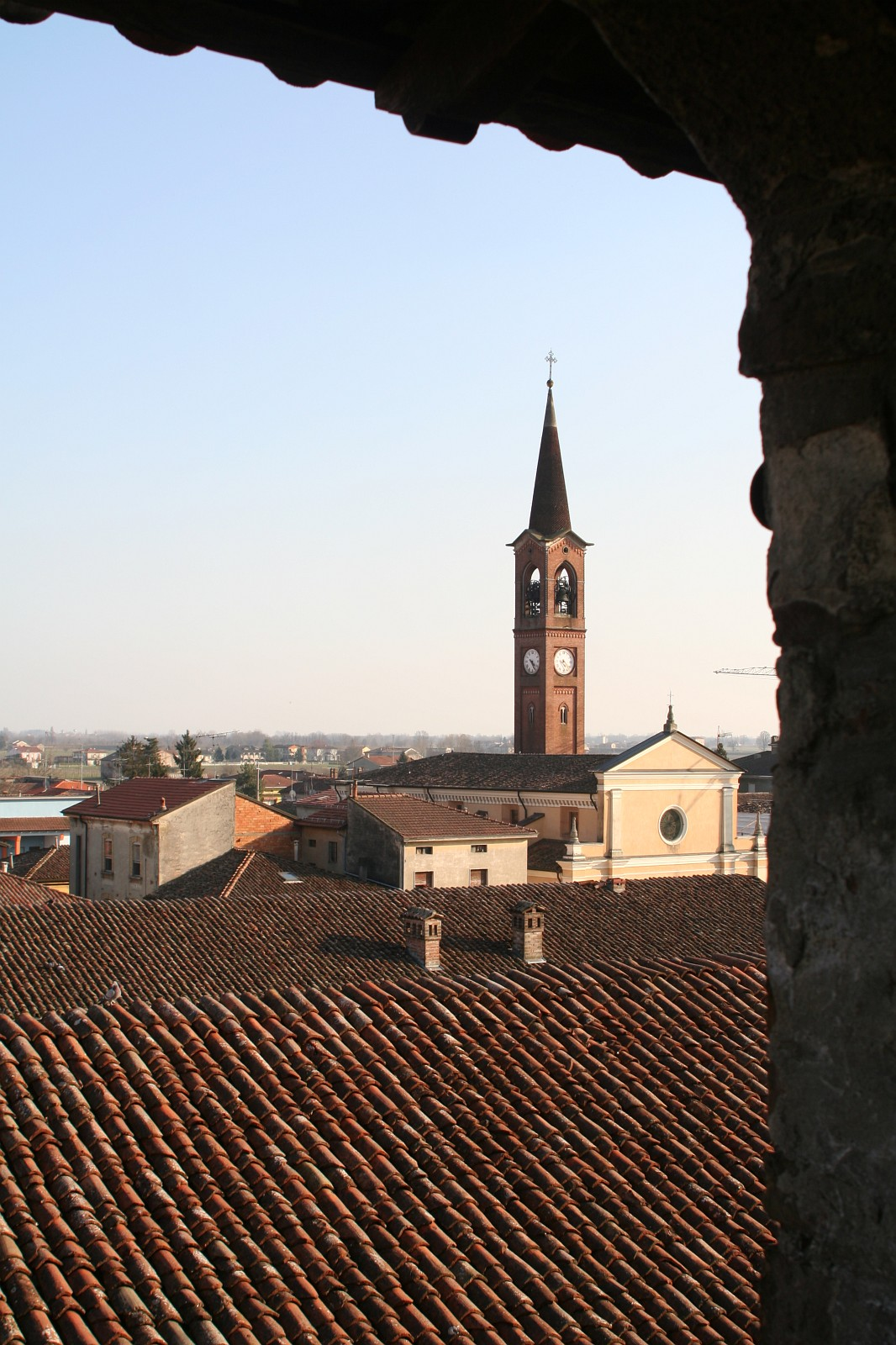
La chiesa vista dalla rocca dei Rossi

Sul retro si eleva l'alto e sottile campanile neogotico, rivestito in laterizio, caratterizzato dalla slanciata guglia di coronamento.
All'interno l'ampia navata, coperta da una serie di volte a crociera affrescate, è affiancata da tre ampie arcate a tutto sesto su ogni lato, aperte sulle cappelle; a esse si intervallano gli elaborati stucchi di gusto rococò, che ornano le pareti, e le alte lesene coronate da capitelli corinzi, che sostengono l'elaborata trabeazione in aggetto; le decorazioni sono caratterizzate dalla presenza di numerose conchiglie, simboli araldici dei marchesi Rangoni.
Il presbiterio a pianta rettangolare è illuminato da due novecentesche vetrate policrome poste sulla parete di fondo, raffiguranti rispettivamente San Pietro e San Paolo; al centro si staglia l'altare maggiore ligneo, scolpito con teste di cherubini e laccato di bianco e oro, risalente al 1723; anteriormente è posizionato dal 1972 l'altare post-conciliare retto da due alti putti in legno dorato, provenienti dalla struttura retrostante. Una maestosa cornice barocca dorata ricca di volute, intagliata nella seconda metà del XVIII secolo da Ignazio Marchetti, inquadra la pala raffigurante il Martirio di san Bartolomeo, di autore ignoto. Sul fondo è collocato il coro ligneo intagliato risalente al 1723, scolpito con teste di cherubini e zampe di leone e coronato da cimasa intagliata.
Le cappelle laterali, poco profonde, sono arricchite da stucchi e affreschi nei sottarchi e accolgono numerose statue e tele, dipinte tra gli altri da Giuseppe Martini, Clemente Ruta e Ignazio Affanni; alcune di esse provengono dall'originario edificio cinquecentesco.
La prima cappella sulla sinistra ospita il marmoreo fonte battesimale riccamente scolpito, poggiante su un'elaborata mensola; vi è esposta inoltre la lapide in marmo nero della marchesa Lucia Scotti, moglie del committente dell'edificio Giulio Rangoni, che morì prima della conclusione dei lavori.
Sulla destra, tra le cappelle dedicate a sant'Antonio da Padova e a san Michele Arcangelo, è posizionata la cappella intitolata al Sacro Cuore; essa ospita all'interno di una teca una statua raffigurante il Cristo morto, proveniente probabilmente dalla chiesa originaria.